# Songs from the West Coast
Songs from the West Coast — двадцать седьмой студийный альбом британского певца и автора песен Элтона Джона, выпущенный по всему миру 1 октября 2001 года. Альбом был номинирован на «Грэмми» в категории «лучший вокальный поп-альбом», а песня I Want Love, выпущенная как первый сингл с альбома, была номинирована за лучшее мужское вокальное поп-исполнение. Музыкальный критик Том Эрлевайн в своей рецензии для сайта AllMusic назвал альбом лучшим среди выпущенных Элтоном Джоном за последнее время.

## Список композиций
1. «The Emperor’s New Clothes» — 4:28
2. «Dark Diamond» — 4:26
3. «Look Ma, No Hands» — 4:22
4. «American Triangle» — 4:49
5. «Original Sin» — 4:49
6. «Birds» — 3:51
7. «I Want Love» — 4:35
8. «The Wasteland» — 4:21
9. «Ballad of the Boy in the Red Shoes» — 4:52
10. «Love Her Like Me» — 3:58
11. «Mansfield» — 4:56
12. «This Train Don’t Stop There Anymore» — 4:39